# Partido Nacional de Surinam
El Partido Nacional de Surinam (en neerlandés: Nationale Partij Suriname, NPS) es un partido político de Surinam, fundado en 1946 y dirigido desde junio de 2012 por Gregory Rusland. Durante mucho tiempo fue el mayor partido gobernante del país, y ha estado en el gobierno durante un total de más de 40 años. De las 16 elecciones generales celebradas en Surinam, el partido o una coalición de la que formaba parte quedó en primer lugar en 11 ocasiones. El partido suele ser más popular entre la población afrosurinamesa y multirracial.
En las elecciones legislativas de 2005, el partido formó parte del Nuevo Frente para la Democracia y el Desarrollo, que obtuvo el 41,2 % del voto popular y 23 de los 51 escaños de la Asamblea Nacional.
En 1993, Ronald Venetiaan se convirtió en líder del partido. Desde entonces, el NPS experimentó un declive en las elecciones posteriores. En junio de 2012, Venetiaan abandonó el liderazgo del partido. Se celebraron elecciones para elegir a su sucesor: Gregory Rusland ganó siete de los once distritos e Ivan Fernald, cuatro. Bajo el liderazgo de Rusland, el partido ha adoptado algunos elementos de la tercera vía en su ideología y se ha acercado ligeramente al centro político.
En las elecciones de 2020, el NPS obtuvo 32 394 votos, adquiriendo 3 de los 51 escaños en la Asamblea.

## Resultados electorales
| Año electoral | Nº de escaños totales obtenidos | % de escaños | Votos  | +/– | Distritos ganados | Gobierno  |
| ------------- | ------------------------------- | ------------ | ------ | --- | --- | --------- |
| 1949          | 13/21                           | 61.9         |        | 12  | | Coalición |
| 1951          | 13/21                           | 61.9         |        |     | | Coalición |
| 1955          | 2/21                            | 9.5          |        | 11  | | Oposición |
| 1958          | 9/21                            | 42.9         |        | 7   | | Coalición |
| 1963          | 14/36                           | 38.9         |        | 5   | | Coalición |
| 1967          | 17/3918/39                      | 43.6         | 61,085 | 3   | | Coalición |
| 1969          | 11/39                           | 28.2         | 55,482 | 6   | | Oposición |
| 1973          | 13/39                           | 33.3         |        | 2   | | Coalición |
| 1977          | 15/39                           | 38.5         |        | 2   | | Coalición |
| 1987          | 15/51                           | 29.4         |        |     | | Coalición |
| 1991          | 12/51                           | 23.5         |        | 2   | | Coalición |
| 1996          | 9/51                            | 17.6         |        | 3   | | Oposición |
| 2000          | 16/51                           | 29.4         |        | 7   | Paramaribo: 6 (de 17) Sipaliwini: 2 (de 4) Marowijne: 2 (de 3) Para: 2 (de 3) Wanica: 1 (de 7) Nickerie: 1 (de 5) Brokopondo: 1 (de 3) Coronie: 1 (de 2) | Coalición |
| 2005          | 8/51                            | 15.7         | 35,457 | 8   | Paramaribo: 3 (de 17) Wanica: 1 (de 7) Sipaliwini: 1 (de 4) Nickerie: 1 (de 5) Para: 1 (de 3) Coronie: 1 (of 2)                                          | Coalición |
| 2010          | 4/51                            | 7.8          | 29,452 | 4   | Paramaribo: 3 (de 17) Para: 1 (de 3) | Oposición |
| 2015          | 2/513/51                        | 3.9 5.9      | 16,049 | 2   | Paramaribo: 2 (de 17) | Oposición |
| 2020          | 3/51                            | 5.9          | 32,394 | 1   | Paramaribo: 3 (de 17) | Coalición |